# Gallowaya pinicola
Gallowaya pinicola är en svampart som beskrevs av Arthur 1921. Gallowaya pinicola ingår i släktet Gallowaya och familjen Coleosporiaceae.   Inga underarter finns listade i Catalogue of Life.